# Balboaplein

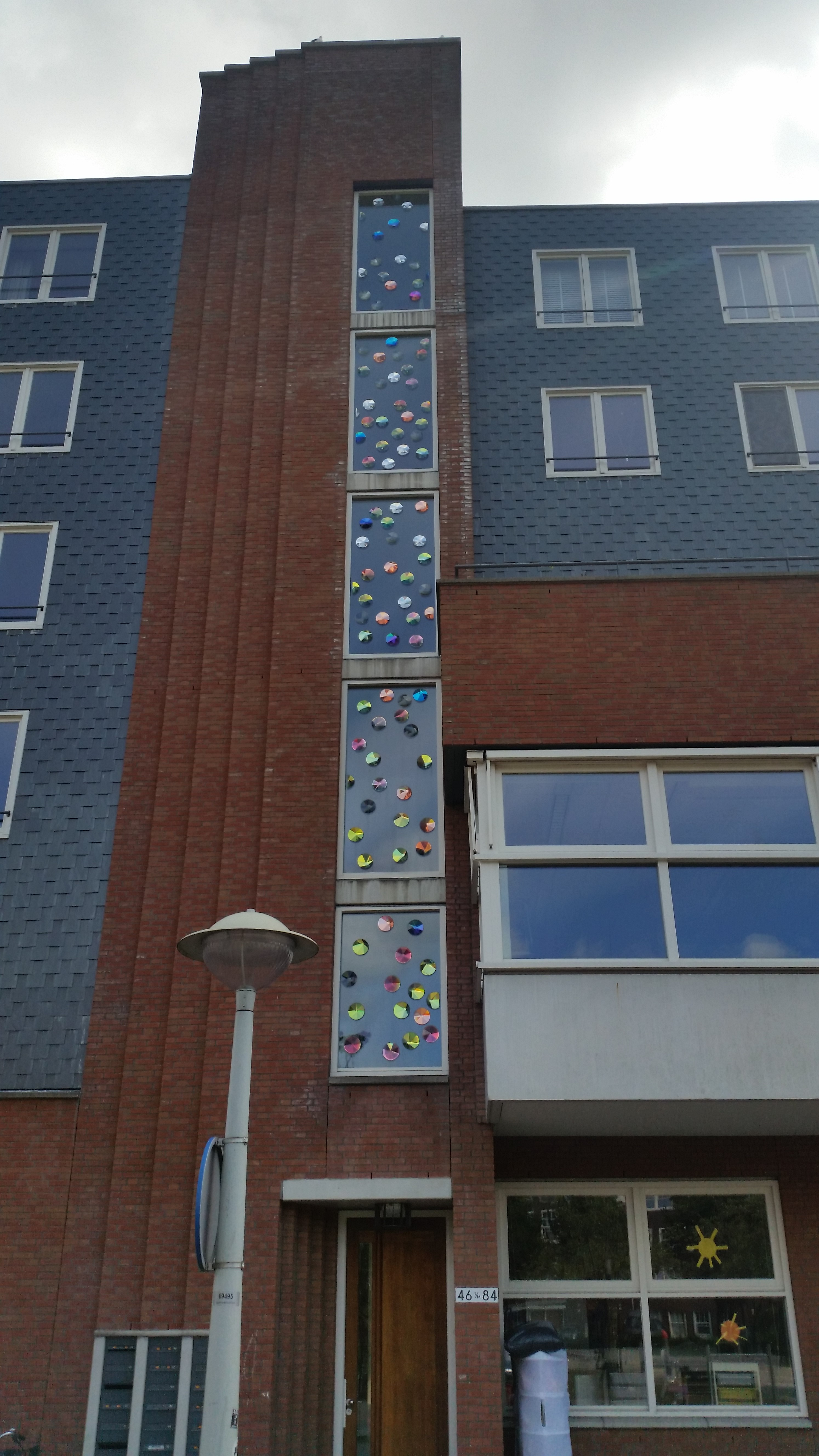
Werk van Suzan Drummen op de gevel Balboaplein 2-86 (juli 2020)

Het Balboaplein is een stadsplein in Amsterdam-West, De Baarsjes.

## Geschiedenis en ligging
Het plein ligt er al vanaf de inrichting van deze wijk. Er werd een rechthoekig plein aangelegd met als omringende straten Marco Polostraat, Balboastraat, de Vasco da Gamastraat en de Cabotstraat. Vrijwel direct werd het een ruimte voor spel en sport. De eerste bebouwing kwam rond 1927 alhoewel zij adressen kreeg aan de genoemde straten. In 1994 werd in voetbalmagazine al gerept over het "Balboaplein", dat door de "voetballers van het eerste uur" als afspreekplek werd genoemd, al had het plein toen die naam officieel nog niet. Op 4 maart 2003 echter vernoemde het stadsdeel De Baarsjes het plein naar de Balboastraat en indirect dus naar de Spaanse ontdekkingsreiziger Vasco Núñez de Balboa, die, in het jaar 1513, in het huidige Panama, de eerste Europeaan ("ontdekker") was die de Stille Oceaan bereikte. Het plein kreeg toen ook huisnummers.

Jarenlang, van 1930 tot 1962, was het plein vooral bekend door de korfbalverenigingen, zoals Blauw-Wit van Joop Westerweel en Rohda, die hier speelden. Aan het eind van de 20e eeuw kreeg het Balboaplein enige faam als de plek waar voetballers zoals Ruud Gullit, Frank Rijkaard en Tarik Oulida zijn begonnen. In de winter 2019/2020 werd er aan de zuidkant een Cruyff Court aangelegd (opening 5 maart 2020 door Gullit en Rijkaard); genaamd Cruyff Court Frank Rijkaard & Ruud Gullit.
Er is weinig verkeer op het plein omdat er rondom het plein geen doorgaande straten zijn. Belangrijke straten in de omgeving zijn de Jan Evertsenstraat en de Hoofdweg, met ook verscheidene tram- en buslijnen.

### Buurt
De omgeving van het plein kreeg de naam Balboaplein e.o. (en omgeving) (buurtcode E42a). Deze buurt ligt tussen de Cabotstraat en Willem Schoutenstraat (zuid-), Hoofdweg, Mercatorplein (west-), Jan Evertsenstraat (noord-) en Admiralengracht (oostgrens).

## Gebouwen
Rondom het plein staan woonhuizen en schoolgebouwen. Bijna al die gebouwen hebben adressen aan straten die het plein haar vorm geven, zoals de Balboastraat (noord), Vasco da Gamastraat (west) en Cabotstraat (zuid). Aan de oostkant van het plein staat sinds jaar en dag een scholencomplex. Hier stonden tussen het Balboaplein en de Admiralengracht meerdere scholen, waarvan er een Cabotschool heette, in 1986 hernoemd naar de onderwijzer en verzetsstrijder Joop Westerweel, die voorzitter was geweest van de korfbalvereniging Blauw-Wit. Het schoolcomplex ging rond 2000 ten onder aan de sloophamer; er kwam nieuwbouw. Aan de zijde van het plein kreeg het de huisnummers 2 tot en met 86 mee.
Er is slechts één oneven "huisnummer", 5.

### Balboaplein 2-86
Paul Wintermans en Tjeerd Wessel kregen van onder meer Stadsdeel De Baarsjes het verzoek om een woon- en schoolcomplex te ontwerpen met een plattegrond van honderd bij vijftig meter. Vermoedelijk vanwege de veiligheid moest de ingang van de school aan het plein gesitueerd zijn, daar waar geen straat loopt. Het werd een rechthoekig gebouw dat rond een binnenterrein is gesitueerd. Dat binnenterrein bevat tevens een gymzaal en een speelplaats voor de allerkleinsten daarboven op. Wintermans en Wessel lieten zich voor het gedeelte aan de Admiralengracht bevindt inspireren door de omringende bouwsels in een stijl die lijkt op die van de Amsterdamse School. De eigenlijke school wordt geheel omringd door etagewoningen en maisonnettes.

## Kunst
Op het plein zijn met enige moeite vier uitingen van kunst in de openbare ruimte te vinden:
- de eerste twee betreft twee social sofa’s; een voor de Joop Westerweelschool; een ander, al behoorlijk versleten (gegevens 2019) aan de noordzijde (bij de Balboastraat);
- Suzan Drummen maakte voor het gebouw Balboaplein 2-86 een kunstwerk, dat verdeeld is over de glaspartijen bij de trappenhuizen. Ze maakte daarvoor objecten van geslepen glas, die op het glas werden gelijmd. Ze maakte ook glazen toegangspoorten, maar die werden verwijderd..[2]
- op een elektriciteitshuisje aan de zuidzijde (bij de Cabotstraat) plaatste Remco Swart in 2005 zijn kunstwerk No war
- op het trottoir voor de school is in oktober 2019 een 3D-zebrapad geschilderd door kunstenaar Bert Wouters.[3]

## Afbeeldingen

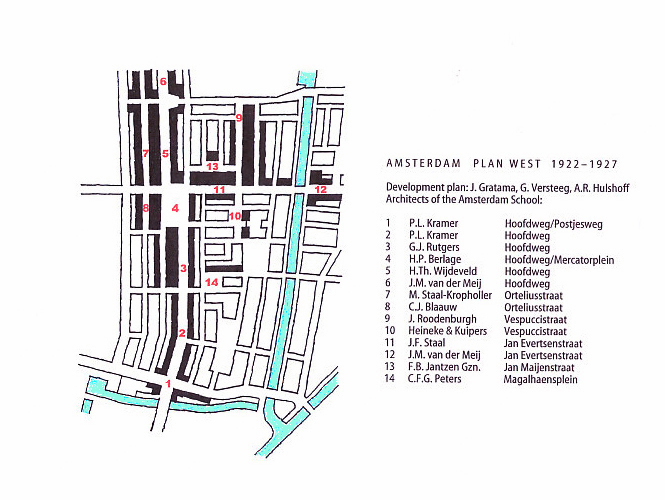
Plan West 1922-1927 met centraal de open ruimte; later Balboaplein
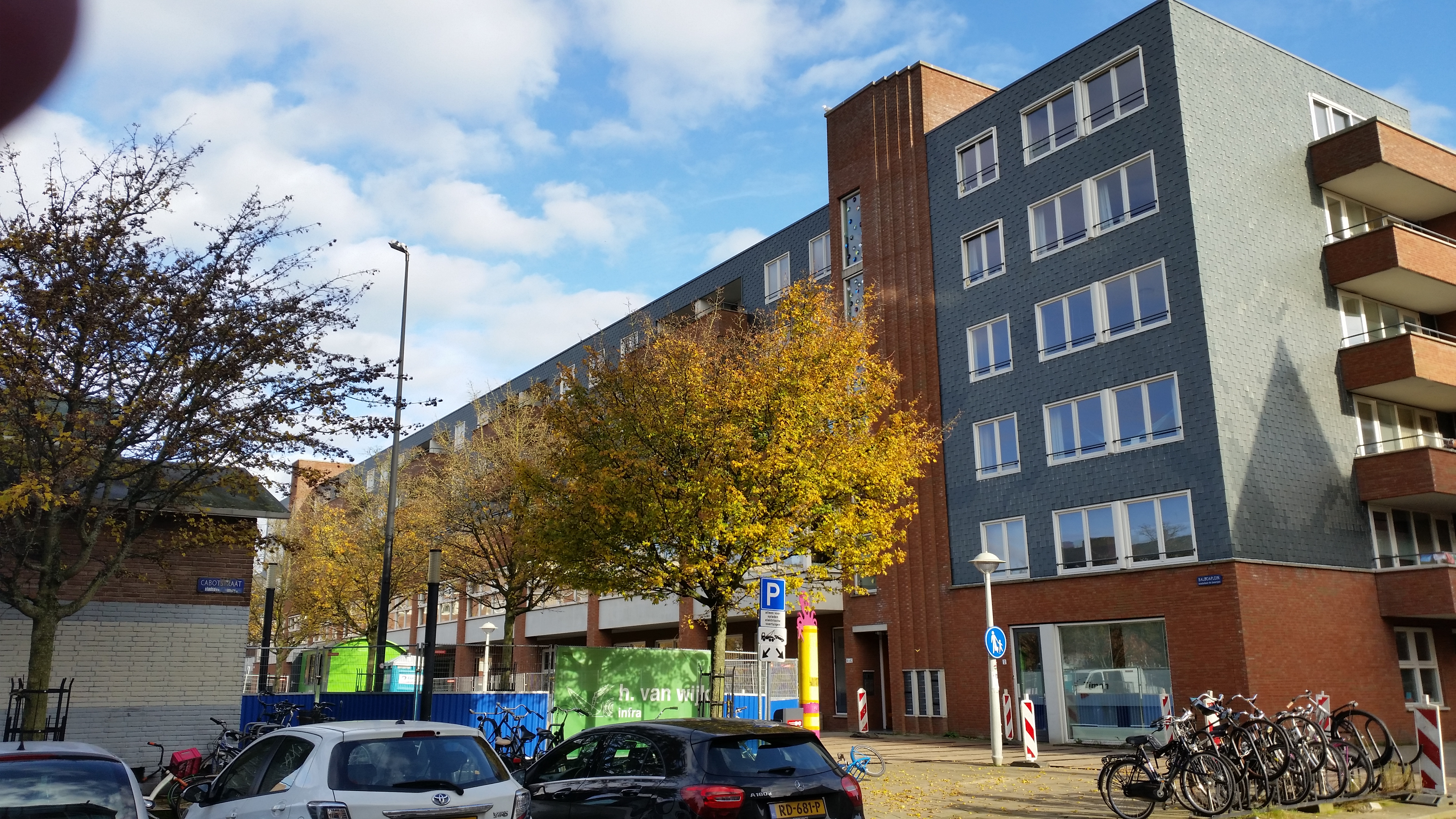
Balboaplein 2-86 van Wintermans en Wessel (november 2019)
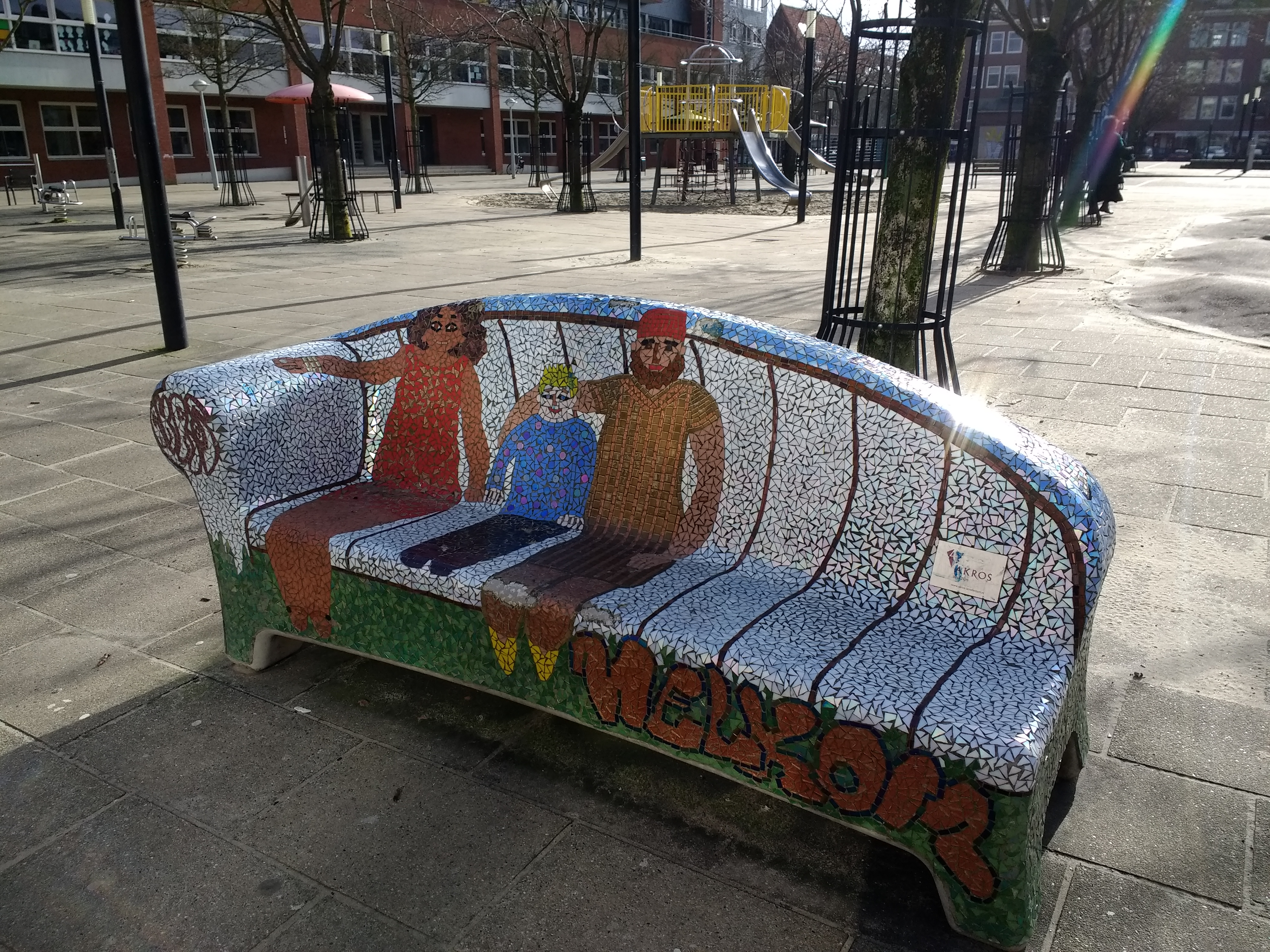
Social sofa “Welkom” (februari 2018)
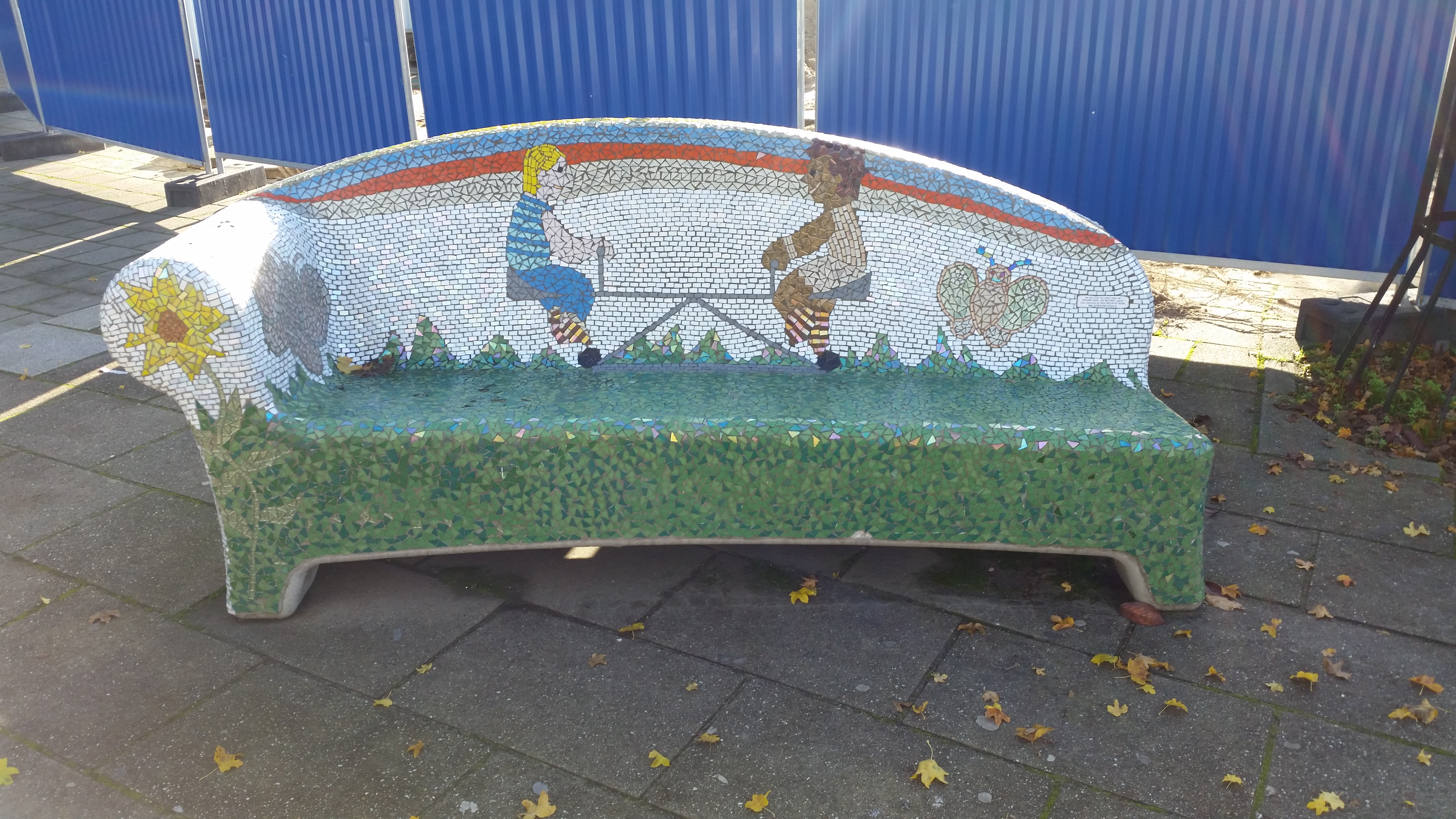
Social sofa Joop Westerweelschool (november 2019)
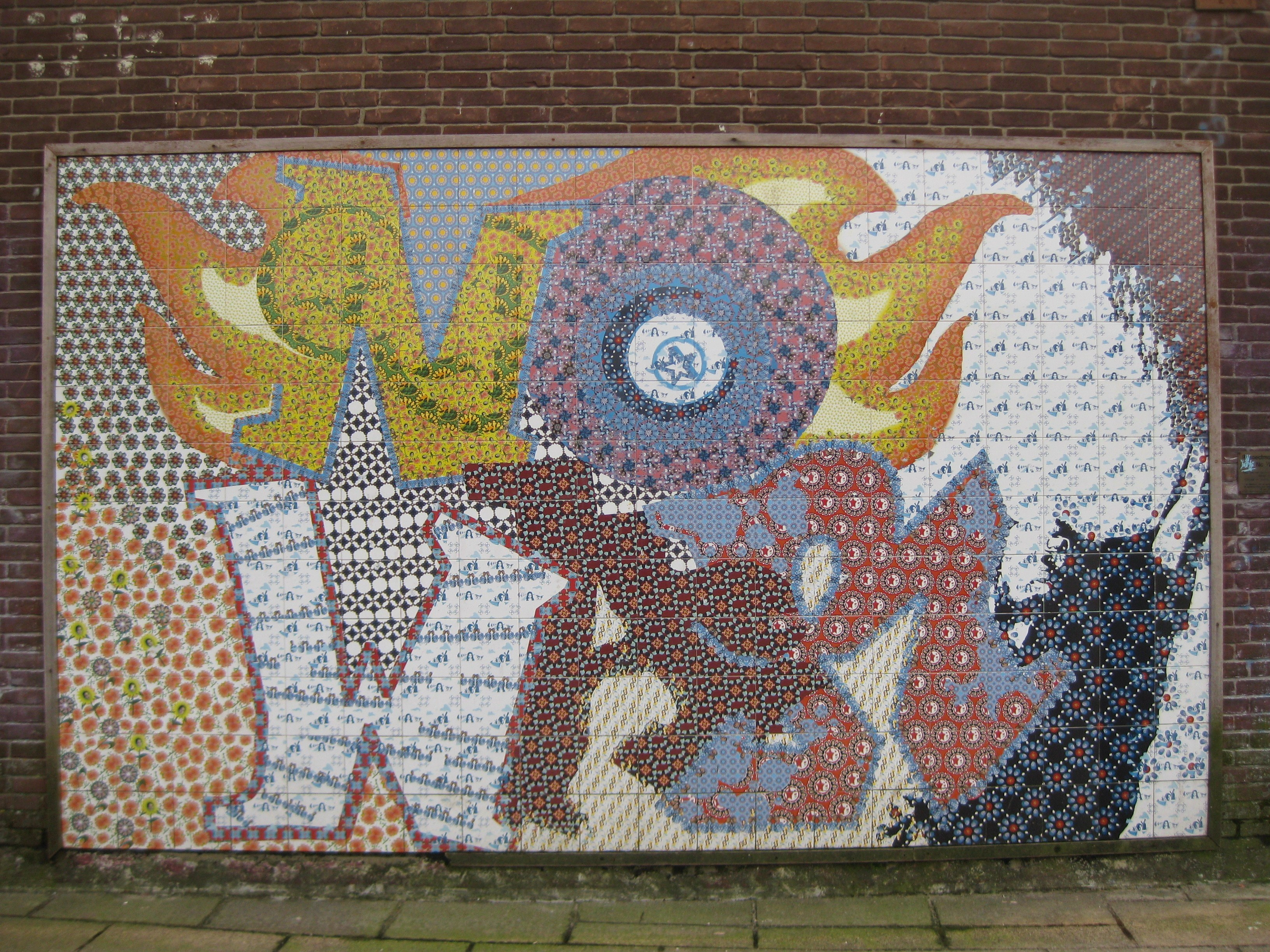
No war van Remco Swart in 2013
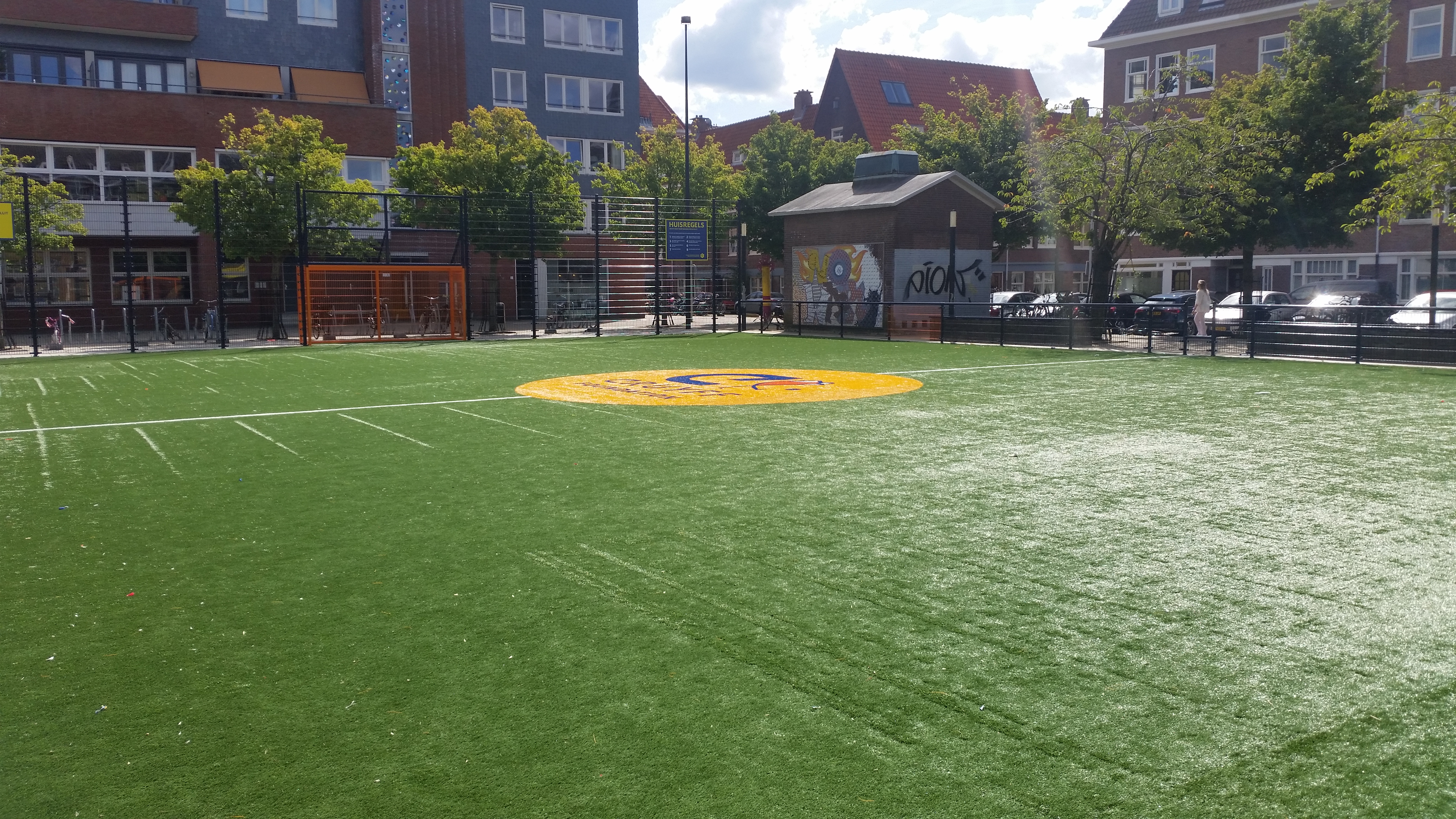
Cruyff Court (juli 2020)